# Republika Zielonego Przylądka na Mistrzostwach Świata w Lekkoatletyce 2011
Republika Zielonego Przylądka na Mistrzostwach Świata w Lekkoatletyce 2011 reprezentowana była przez jednego zawodnika.

## Występy reprezentantów Republiki Zielonego Przylądka

### Mężczyźni

#### Konkurencje biegowe
| Konkurencja | Zawodnik    | Finał    | Finał   |
| Konkurencja | Zawodnik    | Rezultat | Pozycja |
| ----------- | ----------- | -------- | ------- |
| maraton     | Ruben Sança | 2:34:40  | 48      |